# Marjosaari (ö i Norra Karelen, Joensuu, lat 62,86, long 30,21)
Marjosaari är en ö i Finland. Den ligger i vattendraget Pielis älv och i kommunen Joensuu i den ekonomiska regionen  Joensuu ekonomiska region  och landskapet Norra Karelen, i den sydöstra delen av landet, 400 km nordost om huvudstaden Helsingfors. Öns area är 1,3 hektar och dess största längd är 190 meter i öst-västlig riktning.